# セルジオ・ゴネーラ
セルジオ・ゴネーラ（Sergio Gonella、1933年5月23日 - 2018年6月19日）は、イタリア出身の元サッカー審判員である。

## 概要
1972年にFIFAのライセンスを取得し1978年までFIFA国際審判員として活動していた。副業は銀行員。国内リーグのセリエAでは175試合で主審を務めた他、UEFAチャンピオンズカップでも主審を務め、1975年のUEFAスーパーカップでも主審も務めた。また、1978 FIFAワールドカップでは決勝戦の審判も務めた。UEFA欧州選手権1976決勝戦においても主審を務めた。FIFAワールドカップ決勝とUEFA欧州選手権決勝の両方で主審を務めたのはセルジオ・ゴネーラとゴットフリート・ディーンストの二人だけである。

## 担当した主な国際大会

### 1978 FIFAワールドカップ
1978 FIFAワールドカップでは2試合で審判を担当した。
- 1次リーググループ3: ブラジル代表対スペイン代表
- 決勝戦: オランダ代表対アルゼンチン代表